# Apilamiento de enfoque

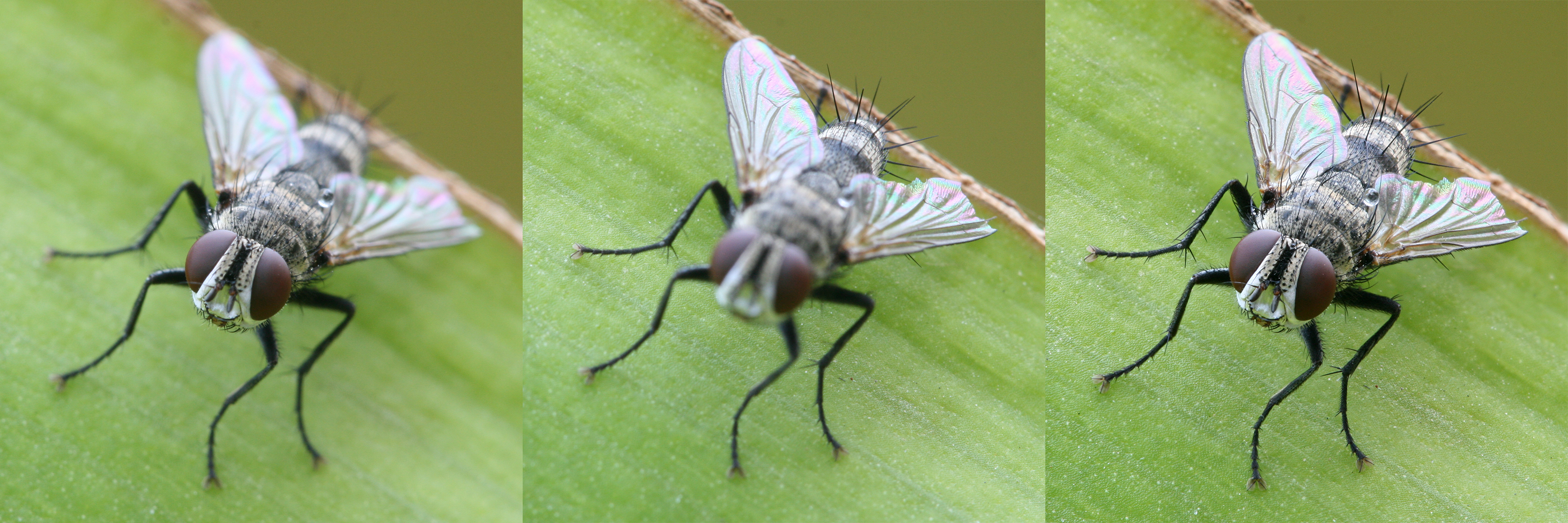
Una serie de imágenes que demuestra un horquillado (bracket) de un taquínido. Las dos primeras imágenes ilustran profundidades de campo típicas para imágenes individuales con la apertura f/10, mientras la tercera es un compuesto de seis imágenes en total.

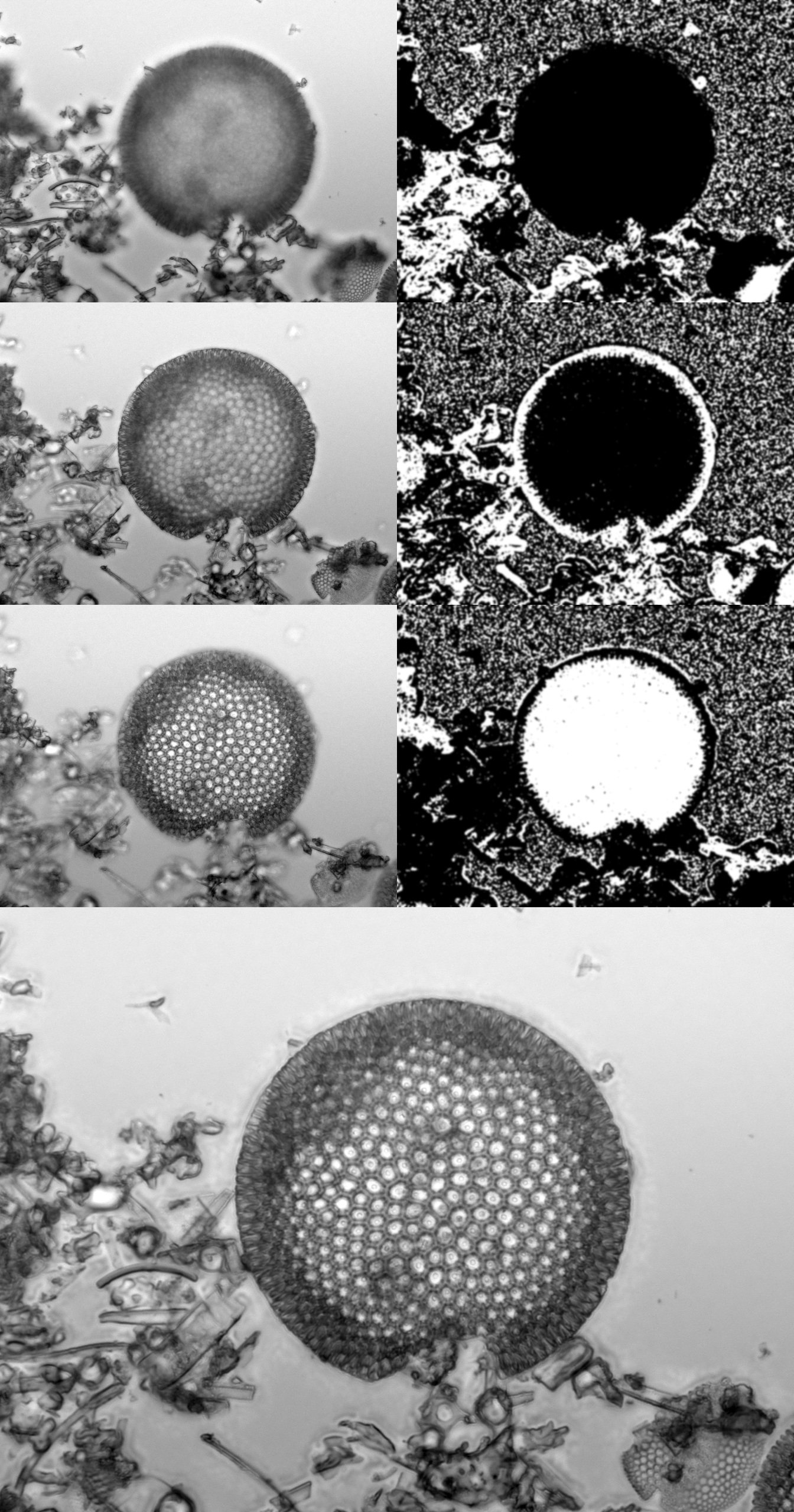
La técnica en uso en microscopía de luz brillante de campo. Este ejemplo es de un microfósil diatom en tierra de diatomeas. Al lado superior de la izquierda, aparecen las tres exposiciones con tres profundidades focales diferentes. Al lado superior de la derecha, las tres imágenes representan la diferencia entre las exposiciones opuestas, donde las porciones negras indican no contribución al imagen final, y las blancas indican contribución total). La imagen de más abajo es la imagen resultante después del proceso de apilamiento de enfoque, y muestra la profundidad de campo más amplia que antes.

El apilamiento de enfoque (también conocido por el nombre en inglés focus stacking) en la fotografía es una técnica de procesamiento digital de agrupar múltiples imágenes de un mismo objeto que hayan sido tomadas enfocando en distintos puntos o con distintas profundidades de campo a fin del crear una imagen resultante que tenga más profundidad de campo que cualquier de las imágenes individuales. El resultado es que la profundidad de campo se amplia bastante por la combinación de todas, para que se puedan ver un sujeto completamente enfocado. El apilamiento de enfoque se puede usar en cualquier situación cuando las imágenes individuales necesiten tener mucha menor profundidad de enfoque; la macrofotografía y la microscopía óptica son dos usos comunes. También se puede ser útil en la fotografía de paisaje.
El apilamiento de enfoque ofrece flexibilidad en la construcción de imágenes en circunstancias específicas: debido a su forma como una técnica computacional, se pueden generar imágenes con varias profundidades de enfoque diferentes en la edición de imágenes y de maneras diferentes depende del propósito de la imagen final, si es científico o artístico. La técnica también permite a la generación de imágenes que serían imposibles a crear físicamente con equipo de imagen estándar. Técnicas alternativas para generar imágenes con profundidades de enfoque anchas incluyen wavefront coding y cámaras que miden luz.
El resultado de la técnica podría llamarse un horquillado de enfoque o un focus bracket. 

## Técnica
Para crear un apilamiento de enfoque, se toman imágenes del mismo sujeto en secuencia, con cada una teniendo una profundidad de campo diferente, las cuales se logren cambiando el punto en el plano enfocado con el ajuste del objetivo. El resultado es que en todas las imágenes, una área diferente de la composición será enfocada. Mientras ningunas de las imágenes necesitan tener enfocado el marco entero, conjuntamente todas de ellas contienen los datos requeridos para generar una nueva imagen que contenga toda parte del sujeto enfocada. Podría detectarse las regiones enfocadas de una imagen automáticamente con el uso de herramientas analíticas (como detector de bordes o el método Fourier), o podría seleccionarse manualmente. El programa de software pega las regiones enfocadas y mezcla los bordes de ellas para generar la imagen final.

### En la fotografía
La obtención de suficiente profundidad de campo puede ser desafiante, especialmente en la macrofotografia, debido al tamaño de la profundidad, la cual es mucho menor en el caso de objetos que aparecen cercanos a la cámara. Así, a menudo, si un objeto pequeño llena el marco, no puede ser enfocado completamente al mismo tiempo.
La misión Mars Science Laboratory de NASA tiene un dispositivo llamado Mars Hand Lens Imager (MAHLI), el cual puede tomar fotografías apropiadas con la técnica de apilamiento de enfoque.

### En la microscopía

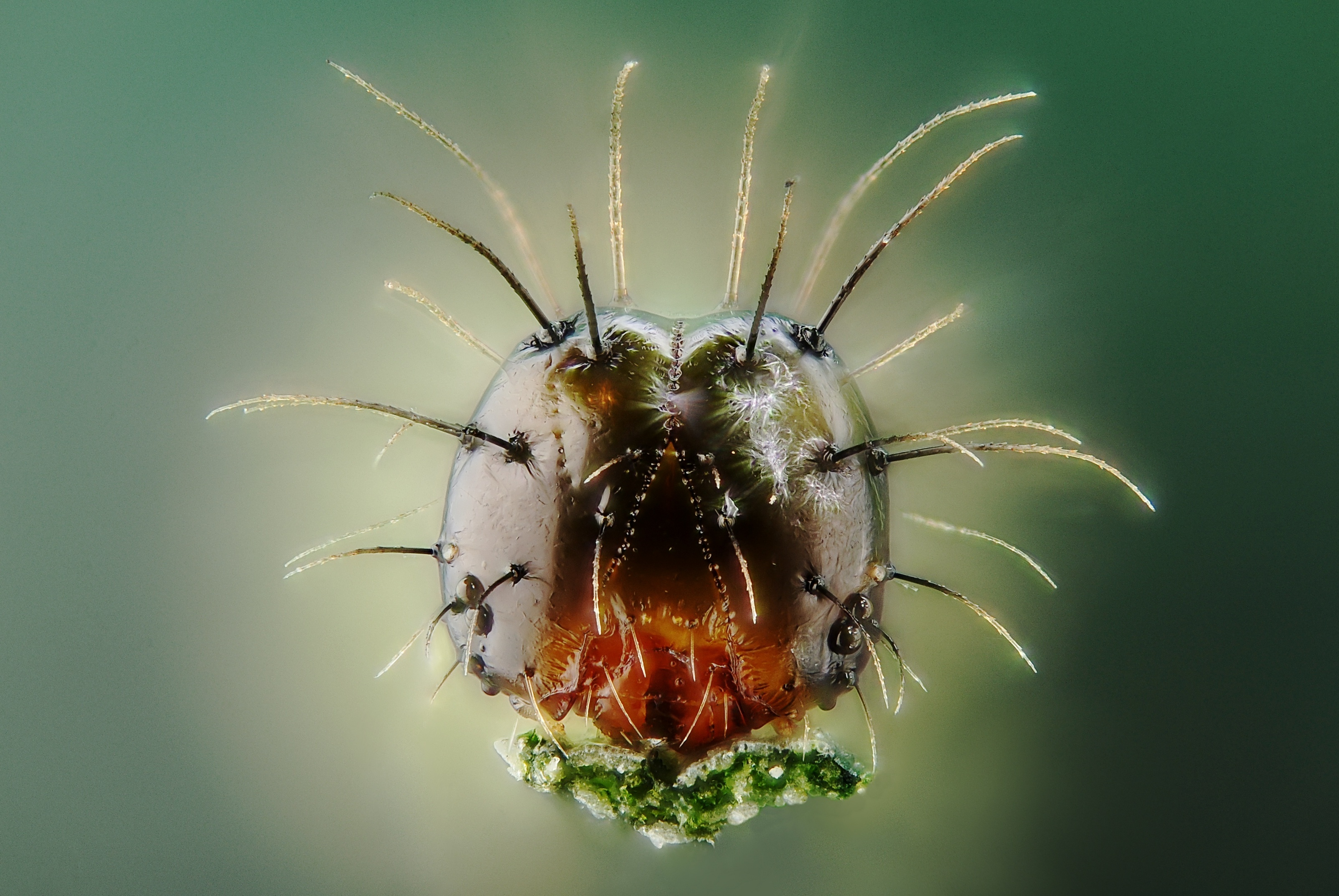
El uso de la técnica en la microscopía: Rhopalocera, 104 imágenes en total

En la microscopía, las altas aperturas numéricas son deseables para capturar la mayor cantidad posible de luz cuando se fotografían muestras pequeñas. Una alta apertura numérica (equivalente a un bajo número f) produce una menor profundidad de campo. Los objetivos ópticos de mayor ampliación generalmente producen una menor profundidad de campo en comparación a otros; un objetivo 100× aumentos con una apertura numérica de cerca de 1.4, tiene una profundidad de campo de 1 μm aproximadamente. Cuando se observa directamente una muestra, las limitaciones de una menor profundidad de campo se pueden evitar cambiando el punto en el plano de enfoque en una manera vertical. Para presentar datos microscópicos de una estructura compleja de 3D en 2D, el apilamiento de enfoque es una técnica bastante útil.

## Software
| Nombre                                                  | Autor principal                                 | Sistema operativo                         | Licencia                          |
| ------------------------------------------------------- | ----------------------------------------------- | ----------------------------------------- | --------------------------------- |
| Adobe Photoshop CS4, CS5, CS6                           | Adobe                                           | Windows, Mac OS X                         | Propietario                       |
| Affinity Photo 'Focus Merge'                            | Serif                                           | Windows, Mac OS X                         | Propietario                       |
| Amira / Avizo 'Image Stack Projection'                  | Thermofisher                                    | Windows, Mac OS X, Linux                  | Propietario                       |
| Aphelion con la extensión Multifocus                    | ADCIS                                           | Windows                                   | Propietario, de prueba de 30 días |
| CamRanger                                               | CamRanger                                       | iOS, Android, Mac OS X, Windows           | Propietario                       |
| Chasys Draw IES                                         | John Paul Chacha                                | Windows                                   | Propietario                       |
| CombineZ                                                | Alan Hadley                                     | Windows                                   | GPL                               |
| Enfuse (en combinación con align_image_stack o similar) | Andrew Mihal y el equipo desarrollador de Hugin | Multiplataforma                           | GPL                               |
| Focus Stacker                                           | Alexander Boltnev, Olga Kacher                  | Mac OS X                                  | Propietario                       |
| Focus Stacking Online                                   | Focus Stacking Online                           | Aplicación Web                            | CC BY-ND 4.0                      |
| Helicon Focus                                           | Danylo Kozub                                    | Windows, Mac OS X                         | Propietario, prueba de 30 días    |
| ImageJ con plugin Extended Depth of Field               | Alex Prudencio, Jesse Berent, Daniel Sage       | Unix, Linux, Windows, Mac OS 9 y Mac OS X | Dominio Público                   |
| MacroFusion                                             | Dariusz Duma                                    | Linux                                     | GPL                               |
| Picolay                                                 | Heribert Cypionka                               | Windows                                   | Software Gratuito                 |
| QuickPHOTO con extensión Deep Focus                     | Promicra                                        | Windows                                   | Propietario, prueba de 30 días    |
| Shutter Stream Product Photography Software             | Iconasys                                        | Windows, Mac OS X                         | Propietario                       |
| Zerene Stacker                                          | Rik Littlefield                                 | Windows, Mac OS X, Linux                  | Propietario, prueba de 30 días    |